# Ferme Dénervaud
La ferme Dénervaud est une ferme située dans le village de Mossel, sur le territoire de la commune fribourgeoise d'Ursy, en Suisse.

## Histoire
La ferme, située à la route d'Invau 51, a été construite entre 1745 et 1746 par le charpentier Joseph Hermann. Elle est ensuite agrandie en 1812 avant d'être inscrite comme bien culturel suisse d'importance nationale.

## Description
Décrite par la société d'histoire de l'art en Suisse comme « l'une des plus belles ferme du canton », elle est construite à poteaux avec un logis à « pignon transversal » à trois niveaux. La façade avant compte neuf axes de baies pour un total de 23 fenêtres.